# Lindsey Graham
Lindsey Olin Graham (født 9. juli 1955 i Central, South Carolina) er en amerikansk republikansk politiker. Han er medlem af USA's senat valgt i South Carolina siden 2003 Han var medlem af Repræsentanternes Hus i perioden 1995–2003.

## Opvækst og familie
Graham blev født i Central i South Carolina, hvor faderen Florence James Graham var butiksejer. Lindsey Graham er uddannet psykolog og jurist og den første i familien, der fik en længere uddannelse. 
Han er ugift.